# Вожак санитарной упряжки
«Вожак санитарной упряжки» («Малыш») — повесть 1945 года Евгения Коковина о судьбе щенка — ненецкой лайки по кличке Малыш, выменянном мальчишками у сторожа и подаренном ими Красной Армии, его фронтовой службе в подразделении ездовых собак в годы Великой Отечественной войны.
Вы полюбите симпатичного мохнатого неутомимого четвероногого труженика Малыша — «Вожака санитарной упряжки»

## Содержание
Летом 1940 года архангельский мальчишка Игорь Жигалов за три тетрадки и книгу «Дети капитана Гранта» выменял у сторожа щенка по кличке Малыш.

Жители дома, должно быть, помнят тот теплый июльский день, когда во дворе появился Малыш. Большой щенок, неуклюжий, густошерстный, с острыми беспокойными ушами. Мальчуган немало потрудился, прежде чем ему удалось втащить щенка во двор. Щенок упирался, скулил и недоумевающе смотрел на ребят. Для Малыша наступили чудеснейшие дни.
Щенок ненецкой лайки оказался в городе случайно — рано оторванный от матери, он вначале жил в деревне, и заменить бы ему цепного пса Полкана, но за свои шалости он был продан хозяйкой в город — молодухе Раечке, которая хотя ласкала его и кормила пряниками, но держала запертым в маленькой комнате, заскучав, он откуда и сбежал, заблудился и был подобран дворником.
Теперь же ему предстояла жизнь среди детворы всего двора, которая упросила взрослых на время оставить щенка, а потом подарить его Красной Армии.
За несколько месяцев до начала войны передали Малыша как подарок, в воинское подразделение служебных собак.
Когда во дворе появляется почтальон, ребята окружают его. Почтальон, улыбнувшись, достает из сумки вместе с газетами знакомый треугольник и говорит торжественно:
– Товарищу Игорю Жигалову, с фронта…
Письмо, действительно, с фронта, от рядового Анисимова. Ребята знают, что в письме написано о том, как поживает их воспитанник Малыш – военная ездовая собака.
Осенью ребята пошли в школу, а заскучавшего без игр щенка через знакомого лейтенанта предложили военным, пришедшему кинологу Малыш понравился, и ребята подарили щенка — не взяв с военных положенных за «мобилизуемую» собаку деньги. После «медкомиссии» — осмотра ветврачом, Малыш — выносливый северянин, был зачислен в подразделение ездовых собак к вожатому Анисимову.
Восьмимесячный щенок в армии учиться дисциплине и командам, на стрельбище привыкает к звукам выстрелов (хотя первый винтовочный выстрел его порядком напугал), проходит подготовку в ежедневных тренировочных выездах, и совершает в составе пяти упряжек — особых лыжных установок с санитарными носилками, учебно-тренировочный переход. Теперь он знает главную команду: «Малыш, вперед!».
С началом войны Малыш попадает на фронт — в упряжку где вожаком Юнта — немолодая, но подвижная лайка — опытная фронтовичка, и ещё двое «сослуживцев»: Снежок и Жук. На фронте они успешно доставляют на передовую снаряды и патроны, вывозят раненных с поля боя — в армейской газете появляется заметка «Вожатый Анисимов и его собаки», и генерал вручает Анисимову медаль «За отвагу».
Вскоре от шальной пули погибает Юнта, и вожаком в упряжке становится Малыш, а на его место присылают Шарика — дворнягу, простодушного и неказистого, но, вопреки всяким ожиданиям — необычайно способного, который становится настоящим боевым товарищем Малышу.
Зимой упряжка Анисимова участвует в глубоком рейде в тыл противника — пройдя свыше двухсот километров, обходя немецкие позиции и гарнизоны, они доставляют боеприпасы разведчикам.
В марте 1942 года, работая на передовой, упряжка в очередной раз вывозила раненного командира взвода, но попадала под миномётный обстрел. Жук и Снежок погибли, у Шарика перебиты лапы. Малыш оказывается ранен, как и вожатый Анисимов, но им нужно вывезти раненного командира, а также Шарика… Малыш один дотащит упряжку почти до медпункта, и застрявшую, уже заметённую снегом упряжку, найдут санитары — по знакомому лаю Малыша, не оставившего упавшего без сознания Анисимова.

Встреча произошла в саду, у госпиталя, в маленьком городе, недавно освобожденном от немцев. Малыша привел Ильинский. Анисимов вышел, опираясь на костыль. Малыш издали не сразу узнал вожатого. Синий халат, костыль — все это было необычным. Но зато он узнал голос, когда Анисимов окликнул его….

— Пора, — сказал Ильинский, поднимаясь. — Поправляйся, будем ждать.

Анисимов погладил Малыша. Но когда он пошел к госпиталю, Малыш бросился за ним.

— Назад! — крикнул Анисимов.

И кажется, в первый раз Малыш ослушался своего вожатого. Он остановился, но не повернул назад. Глаза умоляюще смотрели на Анисимова, в них застыла просьба оставить.
«Милый, хороший мой Малыш!» — Анисимов не выдержал и наклонился к собаке. Он захватил собачью голову обеими руками и долго смотрел в глаза, полные мольбы и преданности.

— Нельзя, Малыш, нельзя, — тихо сказал Анисимов, словно угадывая просьбу вожака.

Подошел Ильинский и взял Малыша за ошейник. Собака недовольно заворчала. Тогда Анисимов силой повернул Малыша от себя и дрогнувшим голосом сказал:

— Малыш, вперед!

## О книге
Повесть написана в 1945 году — в годы войны писатель Евгений Коковин был фронтовым корреспондентом на Карельском фронте и видел, как собаки помогали солдатам, автор тщательно изучил предмет изображения: много раз ездил в воинское подразделение, где использовались служебные собаки, следил за их обучением, близко познакомился с вожатыми.
Журнал «Север», рассматривая вышедшие в прошлом детские и юношеские книги, отметил, что они редко долго пользуются вниманием читателя, и просто забываются, и именно в фактичности материала видел востребованность повести про Малыша и через 20 лет:

Сюжет в юношеской повести играет особую роль. На нем «держится» многое. Но как раз в том случае, когда он объединяет серьезные факты и впечатления жизни, объясняет и раскрывает их. Вот почему лучшими книгами остаются те, где поиски героя оплодотворены личным писательским и историческим опытом. Вот почему так волнует читателей разных возрастов повесть «Вожак санитарной упряжки» — о служебной собаке Малыше, разделившей в годы Великой Отечественной войны высокую судьбу советских бойцов на передовой.
Также в литературоведении отмечается, что повесть заняла своё место в произведениях писателей Севера о войне.
Повесть стала первым крупным произведением писателя, принесла ему успех, была уже в первые два года несколько раз переиздана, В 1949 году была переведена на румынский язык.
Повесть была хорошо принята критикой, так в газете «Правда Севера» была опубликована рецензия на повесть Р. Я. Гинзбурга, о книге хорошо отозвался Лев Кассиль, в дальнейшем литературоведы также выделяли повесть из творчества писателя:

Избрав сложную форму повествования — показ событий через восприятие животного, Коковин сумел убедительно раскрыть «психологию» ездовой собаки Малыша, передать ее ощущения, «переживания» во время учебы и в различные моменты фронтовой жизни. Это обусловило необычный, своеобразный показ и самих военных событий. Героическое в повести предстает не в исключительных эпизодах и фактах, а в суровой обыденности боевых будней. Органично слита с темой войны в повести тема детства. Первоначальное воспитание будущий вожак санитарной упряжки получил на мальчишеском дворе, и, когда Малыш попал на фронт, мальчишки по письмам регулярно следили за его славными делами.— литературовед Шамиль Галимов

Дети с напряжением и волнением следят за трудной и опасной работой северной лайки Малыш, перевозящей раненых советских воинов.

Это произведение, выдержавшее много изданий, до сих пор читается детьми как остро приключенческая сказка-быль. Сказочный колорит в этом реалистическом рассказе создают авторские «переводы» предполагаемых монологов Малыша и его диалогов с людьми. Такой прием антропоморфизма, вполне уместный и естественный здесь, позволяет писателю приблизить к маленьким детям большие и сложные проблемы.— О литературе для детей, 1977 год

## Издания
- Вожак упряжки.- ОГИЗ: Архангельское издательство, 1945.- 39 с.
- Малыш-вожак / Художник Витинг Николай ИосифовичН. Витинг. — М.; Л.: Детгиз, 1947 год. — 32 с. (тираж 15 тыс. экз)
- Малыш-вожак. — Ставрополь: Ставропольская правда, 1948. — 32 с.
- Вожак санитарной упряжки. Рассказы. — Архангельск, Книжное издательство, 1958. — 83 с. (тираж 15 тыс. экз)
- Вожак санитарной упряжки // Повести и рассказы — Архангельск: Северо-Западное книжно издательство, 1983. — 383 с.